# 白梅乡
白梅乡，是中国安徽省中南部、长江北岸枞阳县下辖的一个乡镇级行政单位。

## 行政区划
白梅乡下辖以下地区：
岩前村、大岭村、东山村、黄石村、柳峰村、孙畈村、小街村和翼青村。